# Xiruana
Xiruana är ett släkte av spindlar. Xiruana ingår i familjen spökspindlar.
Kladogram enligt Catalogue of Life:
| Xiruana | \| \| Xiruana affinis \| \| \| \| \| \| Xiruana gracilipes \| \| \| \| \| \| Xiruana hirsuta \| \| \| \| \| \| Xiruana tetraseta \| \| \| \| |
|         | \| \| Xiruana affinis \| \| \| \| \| \| Xiruana gracilipes \| \| \| \| \| \| Xiruana hirsuta \| \| \| \| \| \| Xiruana tetraseta \| \| \| \| |
|         | Xiruana affinis |
|         | |
|         | Xiruana gracilipes |
|         | |
|         | Xiruana hirsuta |
|         | |
|         | Xiruana tetraseta |
|         | |